# Зеландія (континент)

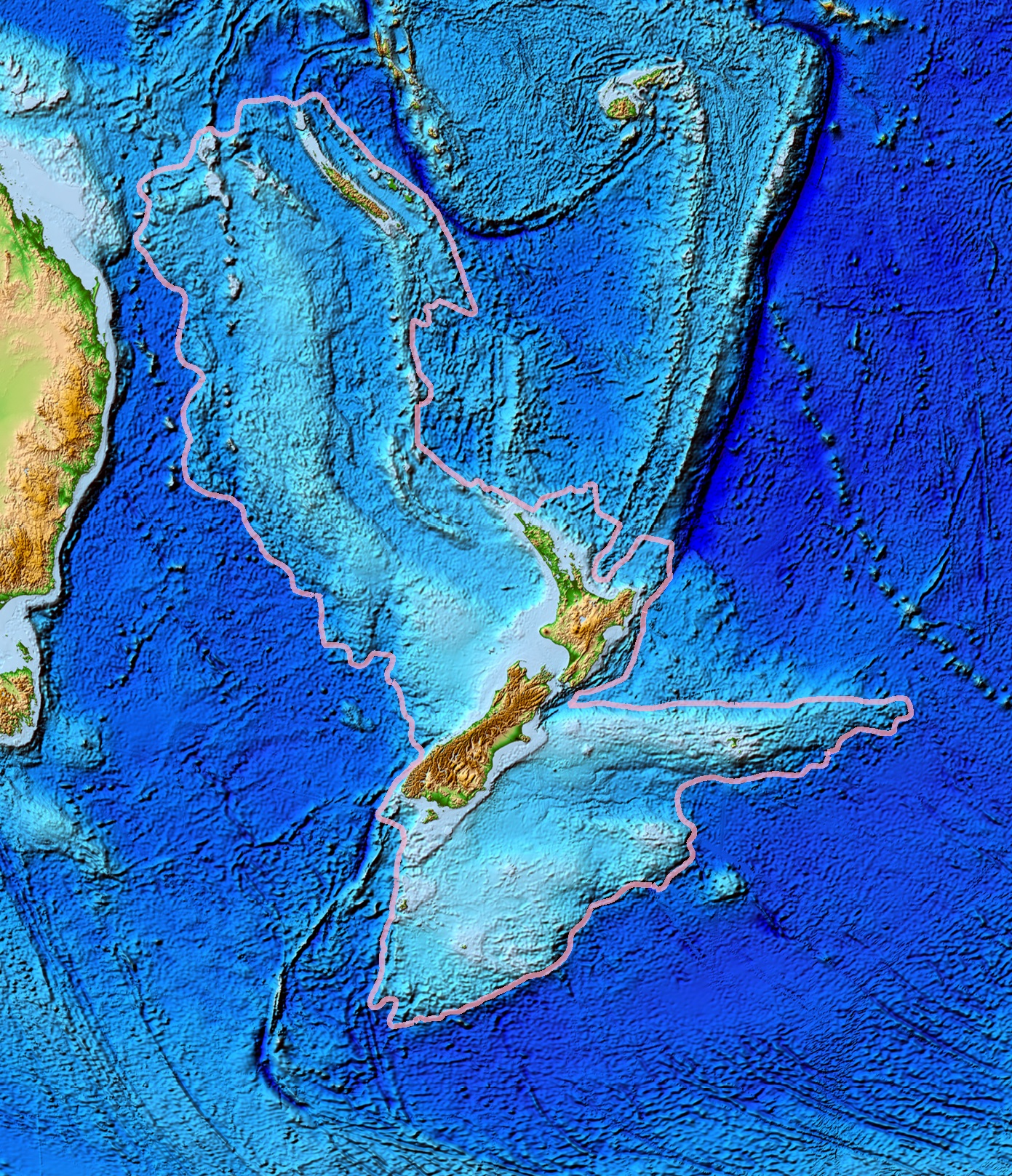
Топографічна мапа Зеландії на якій видно межі з Австралією, Фіджі, Вануату

Мапа Зеландії

Зеландія, також відома як Тасманійський або Новозеландський континент — майже затоплений континент, який відколовся від Австралії 60-85 мільйонів років тому і від Антарктиди 85-130 мільйонів років тому. Можливо, був цілком затопленим близько 23 мільйонів роки тому. Неможливо однозначно сказати, що він колись повністю був сухопутним. Більша частина цього континенту (93 %) залишається затопленою Тихим океаном.
Площа Зеландії становить 3 500 000 км²; це більше, ніж Гренландія або Індія, і майже половина площі Австралії. Нова Зеландія — найбільша частина Зеландії, яка є вищою за рівень моря, за нею йде Нова Каледонія.
Великими затопленими частинами Зеландії є хребет Лорд Хау, плато Челенджер, плато Кемпбелл, хребет Норфолк, плато Гікурангі і плато Чатам. Меншими частинами є плато Луїсайд, плато Меліш, плато Кенн, плато Честерфілд, і хребет Демпер.
На вигляд окремий пік Гілберта (на північний захід від Фіордленду) — також частина новозеландського континенту.

## Геологія
На відміну від більшості континентів, Зеландія значною мірою складається з двох приблизно паралельних серединно-океанічних хребтів. Гірські хребти здіймаються вище океанського дна до глибин 1000–1500 метрів, з нечастими скелястими островами, що здіймаються вище за рівень моря. Гірські хребти є континентального типу, але нижчі в піднятті, ніж нормальні континенти, тому що їх кора тонша, ніж зазвичай (тільки близько 20 кілометрів товщини).
Близько 25 мільйонів років тому, південна частина Зеландії почала переміщуватись відносно північної частини (що є на Індо-Австралійський плиті). Тектонічні зусилля через межу плити призвели до формування орогену Південних Альп. Далі на північ, субдукція Тихоокеанської плити призвела до обширного вулканізму, зокрема Коромандел і вулканічна зона Таупо.
Хоча Зеландія перемістилась на близько 6000 км на північний захід від місця розколу з Антарктидою, вулкани мають той самий склад магм, що і в сусідніх частинах Антарктиди і Австралії.